# Schizostachyum chinense
Schizostachyum chinense är en gräsart som beskrevs av Alfred Barton Rendle. Schizostachyum chinense ingår i släktet Schizostachyum och familjen gräs. Inga underarter finns listade i Catalogue of Life.